# Cascada Khone

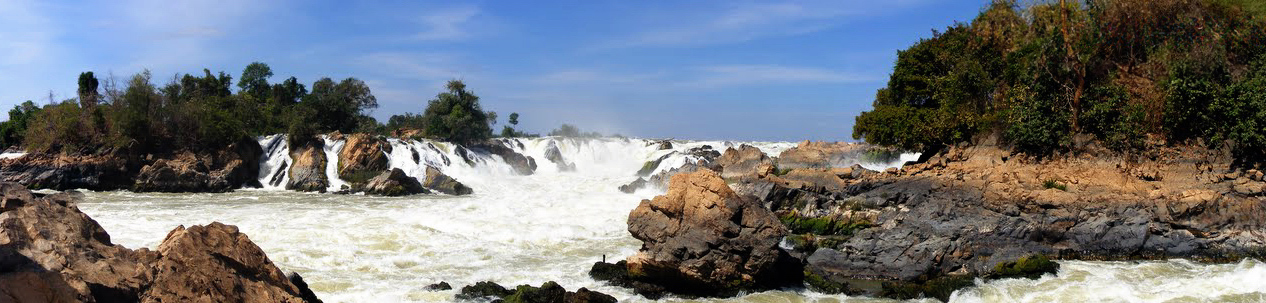
Khone Phapheng

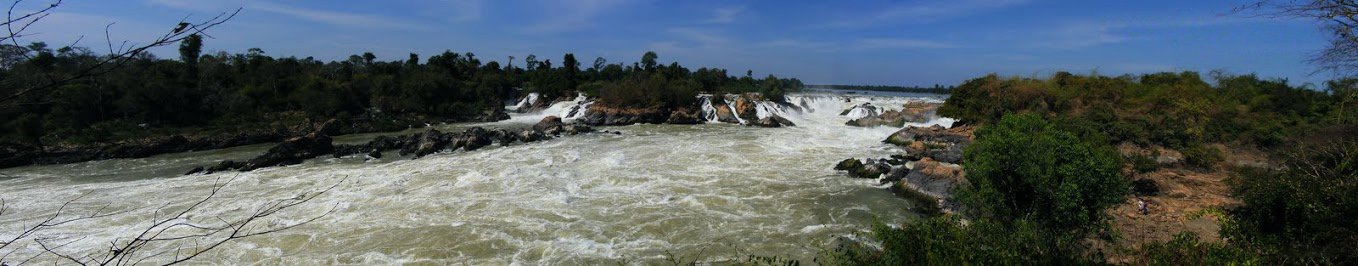
Khone Phapheng

Les Cascades Khone a Cascades Pha Pheng són unes cascades que es troben a la província Champasak sobre el riu Mekong al Laos del sud. Aquestes són les cascades més grans del sud-est asiàtic i són la principal raó per la qual el riu Mekong no és totalment navegable dins la Xina. Aquestes cascades tenen milers d'illes i donen a la zona el nom de Si Phan Don o 'les 4.000 illes'.
Les cascades més altes fan 21 metres d'alçada. De mitjana descarreguen uns 11.000 m³/s